# 134 (عدد)
134 عدد صحيح طبيعي بين 133 و135.

## في الرياضيات
- 134 عدد زوجي
- 134 عدد شبه أولي
- 134 عدد سعيد في نظام العد العشري والثنائي و الرباعي. و هو عدد يتكرر فيه رقم واحد فقط في نظام العد ال66